# Nolavia
Nolavia is een monotypisch geslacht van spinnen uit de  familie van de Sparassidae (jachtkrabspinnen).

## Soorten
- Nolavia rubriventris (Piza, 1939)